# Backstreet Boys (musikalbum)
Backstreet Boys är pojkbandet Backstreet Boys debutalbum. Skivan släpptes 1996 och innehöll från början 13 låtar. Året efter släpptes skivan igen, denna gång med två bonusspår. Albumet släpptes först i Europa, Asien och Kanada och släpptes inte i USA förrän året efter.

## Låtlista
- We’ve Got It Goin’ On - 3:44
- Anywhere for You - 4:45
- Get Down (You’re the One for Me) - 3:55
- I’ll Never Break Your Heart - 4:52
- Quit Playing Games (With My Heart) - 3:56
- Boys Will Be Boys - 4:09
- Just to Be Close to You - 4:54
- I Wanna Be With You - 4:10
- Every Time I Close My Eyes - 4:00
- Darlin - 5:36
- Let’s Have a Party - 3:53
- Roll With It - 4:44
- Nobody but You - 3:06

Bonusspår
- Lay Down Beside Me - 5:26 (endast på specialutgåvan)
- Give Me Your Heart - 5:06 (endast på specialutgåvan)